# Mark Gillan
Mark Gillan (25 de janeiro de 1968) é um engenheiro britânico que trabalhou para equipes de Fórmula 1 da McLaren, Jaguar, Red Bull, Toyota e Williams. É especialista em dados de veículos e controle mecânico, com especialização em controle numérico baseado em conhecimentos de aerodinâmica cultivados através da engenharia aeronáutica.

## Carreira
De 1986 a 1993, Gillan se formou em engenharia aeronáutica e, como Bob Bell, formou-se na Universidade da Rainha de Belfaste, na Irlanda do Norte, com bacharelado e doutorado. Gillan trabalhou por alguns anos como engenheiro de pesquisa na Bombardier e depois tornou-se professor na Universidade da Rainha.
Em 1998, na primavera ele foi contratado pela equipe de Fórmula 1 da McLaren, onde foi tratado como engenheiro sênior e colocado em um cargo de responsabilidade, onde permaneceu por quatro anos. Com Mark Preston, que seguiu seus passos, assumindo o cargo de projetista principal no projeto de transferência de tecnologia da carroceria do McLaren MP4-18 para o MP4-19.
Em maio de 2002, Gillan começou a trabalhar para a equipe da Jaguar Racing como engenheiro responsável pelo desempenho automotivo, ocupando os cargos de chefe de desempenho de veículos e engenheiro chefe de corrida, com ele continuando na equipe até 2005, quando a mesma foi transformada na Red Bull Racing.
Em 2005, ele aceitou um convite da Universidade de Surrey para voltar a lecionar. Depois disso, em 2006, ele foi abordado pela Toyota Motorsport e atuou como chefe de aerodinâmica da sua equipe de Fórmula 1 de janeiro de 2007 a dezembro de 2009.
Em janeiro de 2010, ele lançou a Gillan Consulting Ltd. e, como parte de seu contrato de trabalho, ele atuou como engenheiro-chefe de operações na Williams de setembro de 2011 a dezembro de 2012.